# Liste des ministres flamands de l'Énergie
Voici la liste des ministres de l'Énergie de Flandre depuis la création de la fonction en 1988.
| Titulaire | Titulaire          | Titulaire                     | Parti    | Mandat                                                       | Gouvernement | Portefeuille ministériel                                                                  |
| --------- | ------------------ | ----------------------------- | -------- | ------------------------------------------------------------ | --- | ----------------------------------------------------------------------------------------- |
| 1         |                    | Norbert De Batselier (1947-)  | SP       | 18 octobre 1988 – 21 janvier 1992 (3 ans, 3 mois et 3 jours) | Geens IV | Vice-Président et Ministre de l'Économie, des Classes moyennes et de l'Énergie            |
| 2         |                    | Luc Van den Brande (1945-)    | CVP      | 21 janvier 1992 – 20 juin 1995 (3 ans, 4 mois et 30 jours)   | Van den Brande I | Président et Ministre de l'Économie, des PME, de l'Énergie et des Relations extérieures   |
| 2         | Van den Brande II  | Luc Van den Brande (1945-)    | CVP      | 21 janvier 1992 – 20 juin 1995 (3 ans, 4 mois et 30 jours)   | Président et Ministre de l'Économie, des PME, de la Politique scientifique de l'Énergie et des Relations extérieures          |                                                                                           |
| 2         | Van den Brande III | Luc Van den Brande (1945-)    | CVP      | 21 janvier 1992 – 20 juin 1995 (3 ans, 4 mois et 30 jours)   | Ministre-Président et Ministre de l'Économie, des PME, de la Politique scientifique de l'Énergie et des Relations extérieures |                                                                                           |
| 3         |                    | Steve Stevaert (1954-2015)    | SP       | 13 juillet 1999 – 18 mars 2003 (3 ans, 8 mois et 5 jours)    | Dewael | Vice-Ministre-président et Ministre de la Mobilité, des Travaux publiques et de l'Énergie |
| 4         |                    | Gilbert Bossuyt (1947-)       | SP       | 18 mars 2003 – 20 juillet 2004 (1 an, 4 mois et 2 jours)     | Dewael | Ministre de la Mobilité, des Travaux publiques et de l'Énergie                            |
| 4         | Somers             | Gilbert Bossuyt (1947-)       | SP       | 18 mars 2003 – 20 juillet 2004 (1 an, 4 mois et 2 jours)     | | Ministre de la Mobilité, des Travaux publiques et de l'Énergie                            |
| 5         |                    | Kris Peeters (1962-)          | CD&V     | 20 juillet 2004 – 27 juin 2007 (2 ans, 11 mois et 7 jours)   | Leterme | Ministre des Travaux publiques, de l'Énergie, de l'Environnement et de la Nature          |
| 6         |                    | Hilde Crevits (1967-)         | CD&V     | 27 juin 2007 – 13 juillet 2009 (2 ans et 16 jours)           | Peeters I | Ministre de l'Environnement, de la Nature, des Travaux publics et de l'Énergie            |
| 7         |                    | Freya Van den Bossche (1975-) | sp.a     | 13 juillet 2009 – 25 juillet 2014 (5 ans et 12 jours)        | Peeters II | Ministre du Logement, de l'Urbanisme, de l'Énergie et de l'Économie sociale               |
| 8         |                    | Annemie Turtelboom (1967-)    | Open Vld | 25 juillet 2014 – 4 mai 2016 (1 an, 9 mois et 9 jours)       | Bourgeois | Vice-Ministre-présidente et Ministre des Finances, du Budget et de l'Énergie              |
| 9         |                    | Bart Tommelein (1962-)        | Open Vld | 4 mai 2016 – 9 janvier 2019 (2 ans, 8 mois et 5 jours)       | Bourgeois | Vice-Ministre-président et Ministre des Finances, du Budget et de l'Énergie               |
| 10        |                    | Lydia Peeters (1969-)         | Open Vld | 9 janvier 2019 – 2 octobre 2019 (8 mois et 23 jours)         | Bourgeois | Ministre des Finances, du Budget et de l'Énergie                                          |
| 10        | Homans             | Lydia Peeters (1969-)         | Open Vld | 9 janvier 2019 – 2 octobre 2019 (8 mois et 23 jours)         | | Ministre des Finances, du Budget et de l'Énergie                                          |
| 11        |                    | Zuhal Demir (1980-)           | N-VA     | 2 octobre 2019 – (5 ans, 5 mois et 13 jours)                 | Jambon | Ministre de la Justice, de l'Environnement, de l'Énergie et du Tourisme                   |